# 釘頭龍屬
釘頭龍（屬名：Akainacephalus）是一屬植食性的甲龍科恐龍，來自美國猶他州南部的凱帕羅維茲組，年代為晚白堊世坎潘階（約7597萬年前）。模式種兼唯一種是約氏釘頭龍（Akainacephalus johnsoni），已知化石是拉臘米迪亞南部發現過最完整的甲龍科標本，包括完整的頭骨、尾槌、數個皮內成骨、肢骨、部分骨盆以及其他遺骸。

## 發現及命名

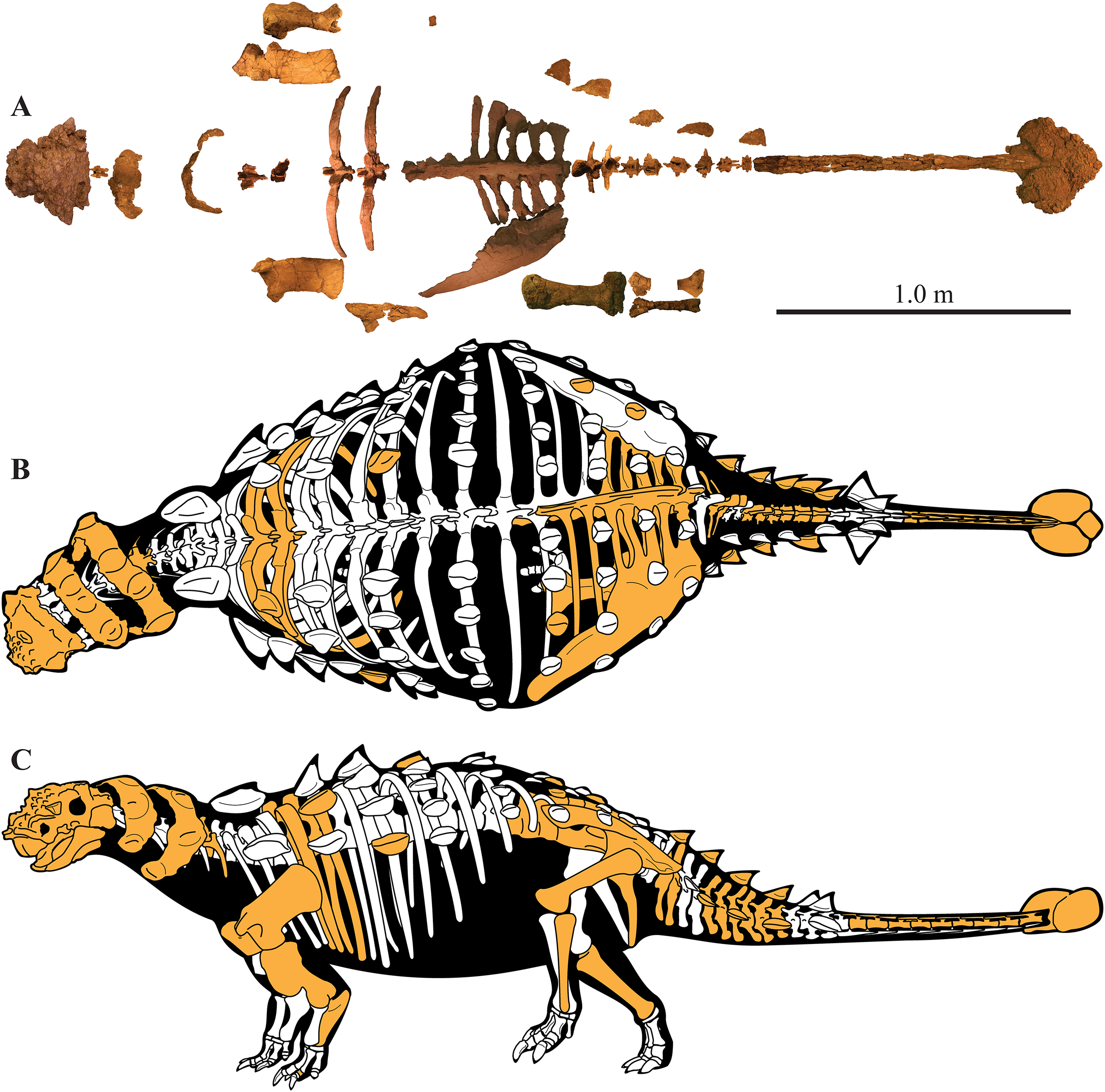
化石照片（A）、保存下來的部位與骨骼重建圖（B、C）

2008年，在猶他州南部凱恩郡的大升梯國家紀念區，一處由美國內政部土地管理局人員史考特·李察森（Scott Richardson）所定位的化石點，發現了一具甲龍科骨骼。2009年，藍道·艾爾米斯率領的團隊完成了挖掘活動。骨骼的頭骨部分由一名志工蘭迪·強森（Randy Johnson）（已退休的化學家）進行為期四年的清復工作。2014年1月，研究人員使用CT掃描來檢驗頭骨。
2018年，荷蘭古生物學家耶爾·威爾斯瑪（Jelle P. Wiersma）和藍道·班傑明·艾爾米斯（Randall Benjamin Irmis）敘述、命名了模式種約氏釘頭龍。屬名由希臘語的ἄκαινα／akaina（意為「釘刺」，象徵頭部的刺甲）與κεφαλή／kephalè（意為「頭」）所組成。種名紀念清復化石的約翰逊先生。
正模標本UMNH VP 20202發現於凱帕羅維茲組地層，年代屬於坎潘階晚期，根據鋯石定年算出的結果為7597萬年前。標本是一具帶有頭骨的部分骨骼，包含：完整的頭骨與下頜（包括前齒骨）、四節背椎、八節薦椎、八節可動的尾椎、十一節尾椎構成尾槌的支撐把柄、尾槌本身、肋骨、成對的肩胛、左鳥喙骨、右肱骨、右尺骨、左髂骨、左股骨、左脛骨、左腓骨、一個趾骨、一個爪、兩個頸部半環、十四個背部及側面的皮內成骨。完整度約佔骨架的45％。目前保存於鹽湖城犹他州自然历史博物馆。

## 敘述

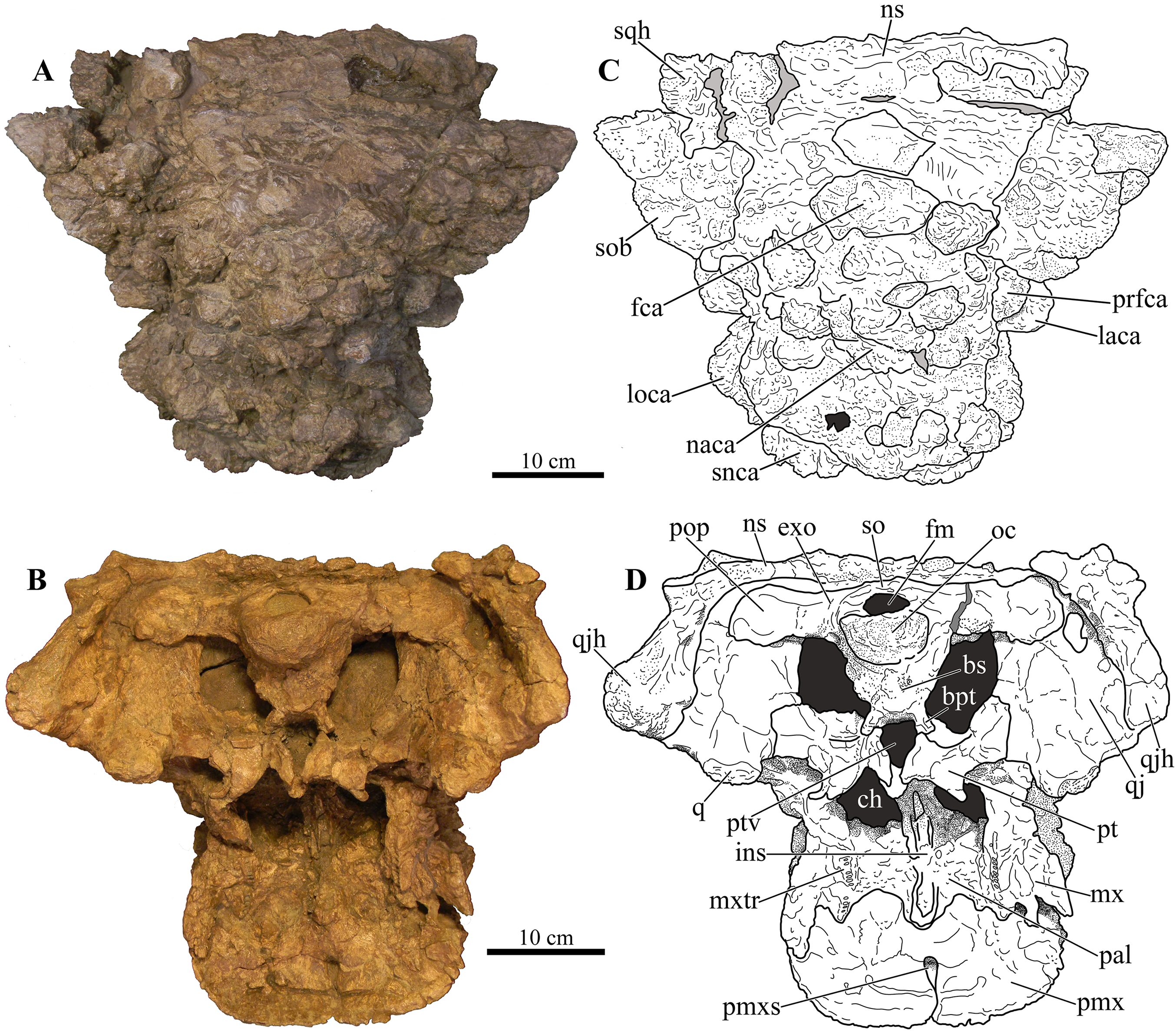
頭骨上視圖和下視圖

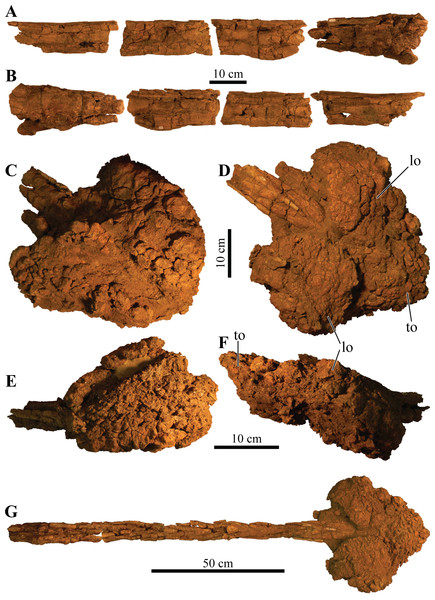
尾部棍棒和尾槌

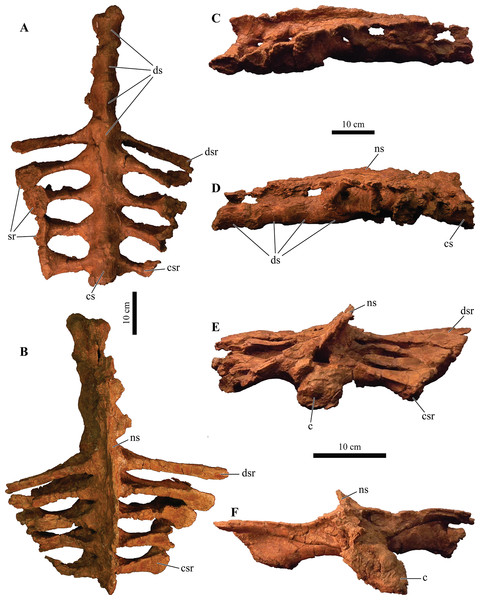
薦骨和薦尾椎

敘述者列出了一些鑑定特徵，其中有些是自衍徵。側面視角的眶上突很大，構成一道高的後迴嵴，還側向延伸於眼窩上方，同時包圍眼窩前上角和後緣。頰角三角形，幾乎垂直朝下。額骨有個中央、大塊、扁平的六角形皮內成骨。橫跨額骨和鼻骨區覆蓋著位置對稱、緊密堆疊、錐形和圓錐形的caputegulae。鼻骨有個明顯的圓錐形頭甲中央環，與上下兩側的皮內成骨對稱區別開來。頭骨後部由基枕骨構成的枕骨大孔傾斜位於枕髁前上方。
釘頭龍的頭甲酷似於同樣發現於南拉臘米迪亞（新墨西哥州）的近親結節頭龍。於是敘述者將兩屬進行比較以證明釘頭龍是有效的屬。釘頭龍和結節頭龍確認的共同特徵有吻部的錐形皮內成骨與鼻孔上方的隆甲；但也有些差異：釘頭龍上眶前後的皮內成骨構成單一道高的後迴結構，而結節頭龍的則是小得多的分開結構。釘頭龍有較小的鱗狀骨角。其頰角直指下方呈大三角形，而結節頭龍的後彎像個較小的彎鰭。因為結節頭龍的頭骨僅有部分已知，使得比較變得困難及複雜。再者，釘頭龍正模標本的鱗狀骨角已斷裂，無法確認實際的形狀，而且整個頭骨從前到後被壓縮，從吻部到後部形成彎折而變窄，並且眼眶周邊區域被抬昇。然而，結節頭龍發現於科特蘭組晚了3000萬年的地層，因此可排除兩屬為相同的可能性。
前上頜骨構成寬、U字形的上嘴喙，寬度寬於長度。吻部側面未被裝甲覆蓋。上頜骨每側的牙齒數目估計至少有十六顆。骨質鼻孔朝向吻部側面。鼻孔相對較小且未再進一步區分為較小的開孔。方骨大幅傾斜，導致側面看來頜關節位於頰角點之前，這還沒在其他甲龍科發現過。

## 分類

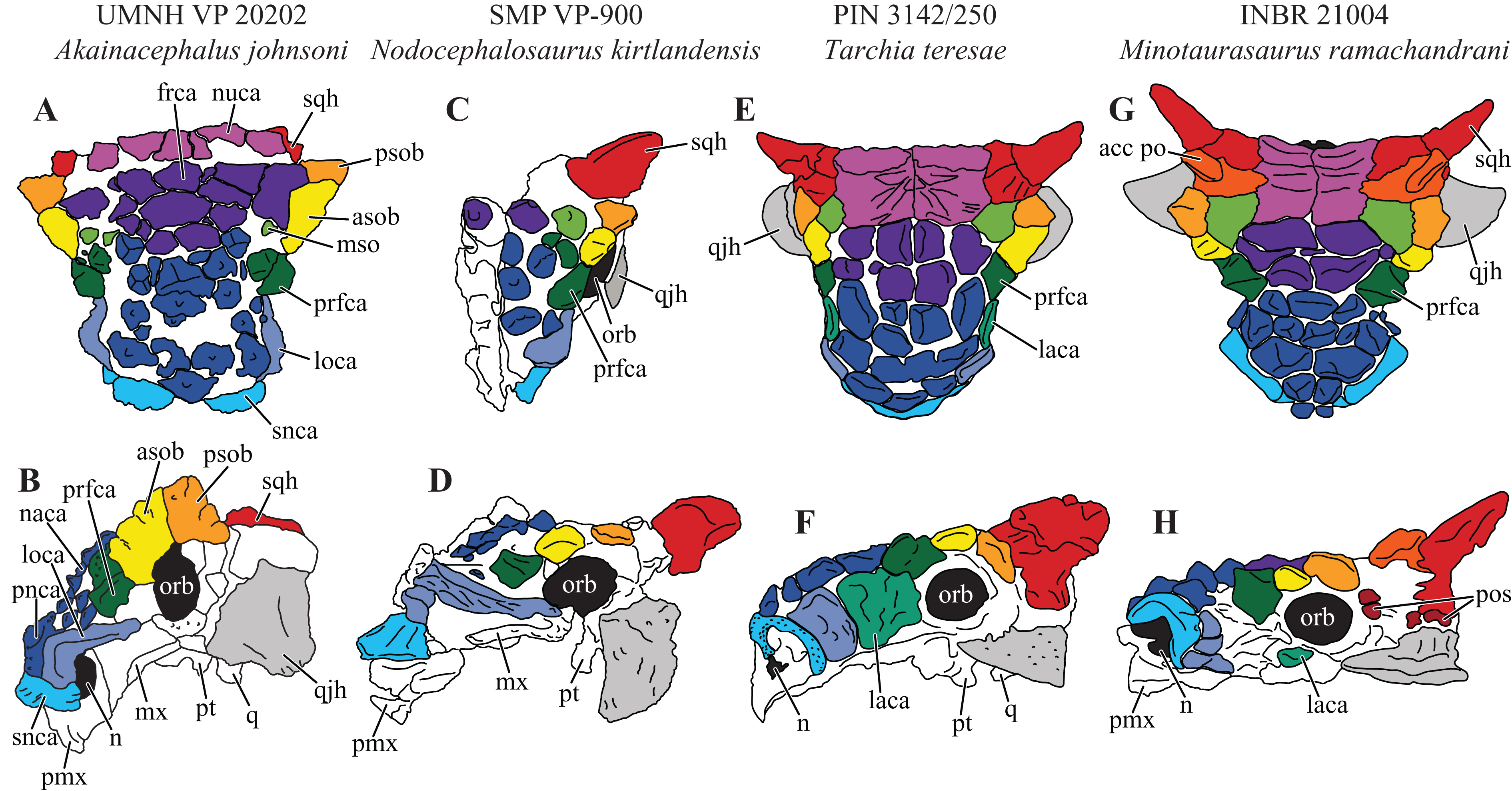
釘頭龍（左）的頭骨裝飾物與其他近緣物種的比較：（由左至右）結節頭龍、多智龍、牛頭怪甲龍

釘頭龍的系統發生學分析指出牠與同為南拉臘米迪亞的結節頭龍構成一個演化支。其他支序分類學數據也顯示「釘頭龍和結節頭龍的演化支」與「亞洲甲龍科」（如美甲龍、多智龍）較近緣，而離「北美洲甲龍科」（如甲龍、包頭龍）較遠。此發現證實拉臘米迪亞南北部的恐龍種群間存在著地緣差異。此外釘頭龍的發現還表明，亞洲與北美洲之間發生了至少兩次的物種遷徙，起因於海平面下降讓動物能夠通過白令陸橋進行遷徙。

## 古生態學

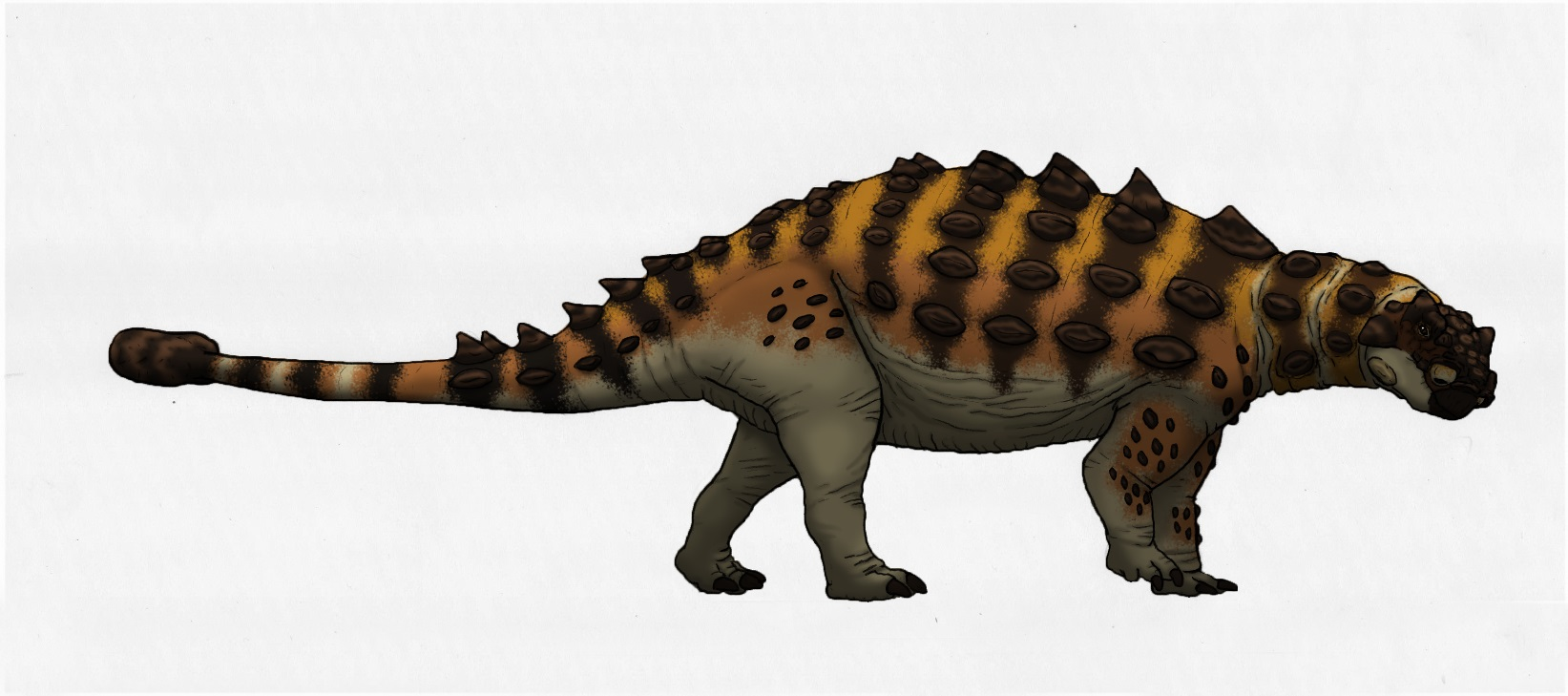
復原圖

在白堊紀晚期，凱帕羅維茲組位於西部內陸海道西岸；這片海域將古北美洲區分為兩塊大陸：西邊的拉臘米迪亞和東邊的阿帕拉契亞。恐龍生活的高原是一個古老的氾濫平原，由大河道、豐富的泥沼濕地、池塘和湖泊所主宰，並與高原接壤。氣候溫暖濕潤，支持著豐富多樣性的生物群。此地層包含了全世界保存最良好、最連續的白堊紀晚期陸相生命記錄之一。
釘頭龍與許多恐龍共享棲地：獸腳類有馳龍科、傷齒龍科的塔羅斯龍、暴龍科的怪獵龍和可能的艾伯塔龍、偷蛋龍類的哈格里芬龍、以及可能的似鳥龍科；鴨嘴龍科有短冠副櫛龍和紀念區格里芬龍；角龍科有猶他角龍、大鼻角龍和華麗角龍。